# Chocolate Latino
Chocolate es una banda uruguaya de música tropical. Fue fundada por Juan Carlos Cáceres a mediados de los años 1990 y alcanzó un gran éxito entre 2000 y 2003 en toda América Latina. A lo largo de su carrera, el grupo consiguió más de doce discos de oro (dos en Argentina), y cinco de platino, (tres en Uruguay).
Su canción más conocida fue el tema "Mayonesa", gracias al que el grupo adquirió fama a nivel local e internacional. La canción es una mezcla de candombe y murga.
En 2001 el grupo se dividió cuando Alejandro Scattone, Charly Sosa, Fernando Rúa y Fabián Silva abandonaron la banda, prosiguiendo con nuevos músicos bajo la tutela de Juan Carlos Cáceres.
Chocolate se separó definitivamente en 2003. En 2009 la banda vuelve a formarse con una generación más joven de músicos.

## Inicios y carrera
"Chocolate" fue editado y creado como el primer disco por Juan Carlos Cáceres en 1996. Le siguió "El Tío Caimán" en 1996, "Cariñito" en 1997, "Fuego Contra Fuego" en 1998, pero el grupo fue conocido a partir de "Chocolate Bate Que Bate" en el 2000, que en Chile fue uno de los discos más vendidos en el año 2001 y que alcanzó el puesto 42 en la lista de éxitos Hot Latin Tracks de Billboard. El disco incluyó singles como "Mayonesa", "Loreley" o "Arriba Malena", todos publicados en el año 2001.
En febrero de 2002, debido a su éxito actuaron junto al grupo Nietos del futuro, también de Cáceres en el XLIII Festival Internacional de la Canción de Viña del Mar. En el mes de julio del 2001 lanza a nivel internacional el disco Mayonesa para todo el mundo, que incluye los éxitos del disco anterior y lo que sería su nuevo hit "Florencia", así como remixes de sus éxitos "Mayonesa" y "Arriba malena" y un megamix, todo ello acompañado por el DVD del videoclip oficial del tema "Mayonesa".
En septiembre de 2001, cuatro de los cinco componentes del grupo abandonaron el grupo y fundaron Mayonesa, también parte del ritmo plena rioplatense. Ante la partida de los cuatro miembros, Juan Carlos Cáceres recreó el grupo, manteniendo el nombre, y el nuevo Chocolate lanzó en el 2002 el álbum La historia continúa, con temas como "La momia", "Verde", "Yo te gusto", "Vino tinto" o "Remolino remolacha", entre muchas otras. 
En comparación con Chocolate, el grupo Mayonesa obtuvo mucho mayor éxito en el comercio musical en América durante los años 2001 y 2002 con temas como  "Agachadita", "El baile de la banana", "Chica de la TV", "Su colita", "Ella es un fantasma", entre muchos otros, en un mismo álbum denominado Bate que bate. En diciembre de 2002, Mayonesa fue invitado a cantar en la Ciudad del Vaticano[cita requerida] frente al Papa Juan Pablo II en el marco del encuentro de jóvenes cristianos, donde una multitud coreó el estribillo de su hit "Banana bananón".
El grupo Mayonesa cambia el nombre en el 2005 por el título de su último material discográfico titulado "Sangre Latina" y en octubre del 2005 graba 4 nuevos temas en su regreso de su gira por España titulados "Las manos arriba", "Una fans enamorada", "La casa del tío", "El baile del canguro". Principios de enero de 2006 Charly Sosa se lanza como solista. En su lugar integro Pablo Cesar (Ex-Ng Manía) tres meses después cambia su estilo musical y graba 4 nuevos temas como "He tratado", "Las cuatro estaciones", "Si la ves", "Tengo ganas" y trabajando en el circuito local y sonando muy fuerte en todas las radios de Uruguay.
En octubre de 2002 se retiran tres de sus integrantes Hernán Valadino, Douglas Castillo y Claudio de la Fuente para formar el grupo Bate que bate. En 2003 sigue con toda su gira por el exterior y ya presentando una nueva delantera se incorpora a parte de los ya 5 integrantes que conformaban la banda, Leonel acuña y graba el tema "La escalerita" lo cual fue incluido en el disco de la costa FM 88.3.
En 2004 cambia el formato musical del grupo por estilo más romántico y a sus nuevos integrantes graban los temas "Vengo a pedirte", "No me debes", "Tengo que mentírtelo" y "Apretaito" como cortes de difusión de lo que sería su nuevo trabajo discográfico, Sin Fronteras, en noviembre del 2004 realizando muchas giras por Argentina.
En 2005 siguen con su intensa gira por España y graban el simple "Pausa". Luego en el 2006 sacan el tema "Una lágrima roja" ya con la incorporación del exintegrante de Mayoboys, Fernando. En 2007 siguen con su gira por el exterior y graban su singles "Chiquita" y "No tengo dinero". En 2008 graban sus singles "Porque", "Apago la luz (Nueva Versión)", "Candela".
A fines de 2009 presentan al nuevo Chocolate ''10 años más joven'', lo cual al año siguiente editan su álbum con nuevas versiones de sus éxitos "Plena chocolatera", "Mayonesa'" y nuevos éxitos como ''Mi gitana morena'', ''Plena Chocolatera". Reggaetón Diego Salomé, Cristian Rosano, Christian Duque y Javier Linares.
El grupo continúa su carrera artística hasta fines de 2014.

## Legado
En 2016, la empresa Vodafone utilizó el tema "Mayonesa" como banda sonora del aviso de un nuevo servicio de música premium.

## Discografía

### Chocolate (primera generación)
- 1996: Chocolate (Orfeo 91358-4)
- 1996: El tío caimán (Orfeo)
- 1997: Cariñito (Obligado)
- 1998: Fuego contra fuego (Obligado)
- 2000: Chocolate 2000 (Obligado)
- 2001: Mayonesa para todo el mundo (Obligado)

### Chocolate (segunda generación)
- 2002: La historia continúa

### Chocolate (tercera generación)
- 2004: Sin fronteras

### Chocolate (cuarta generación)
- 2010: 10 años más joven